# Friedrich von Graffen

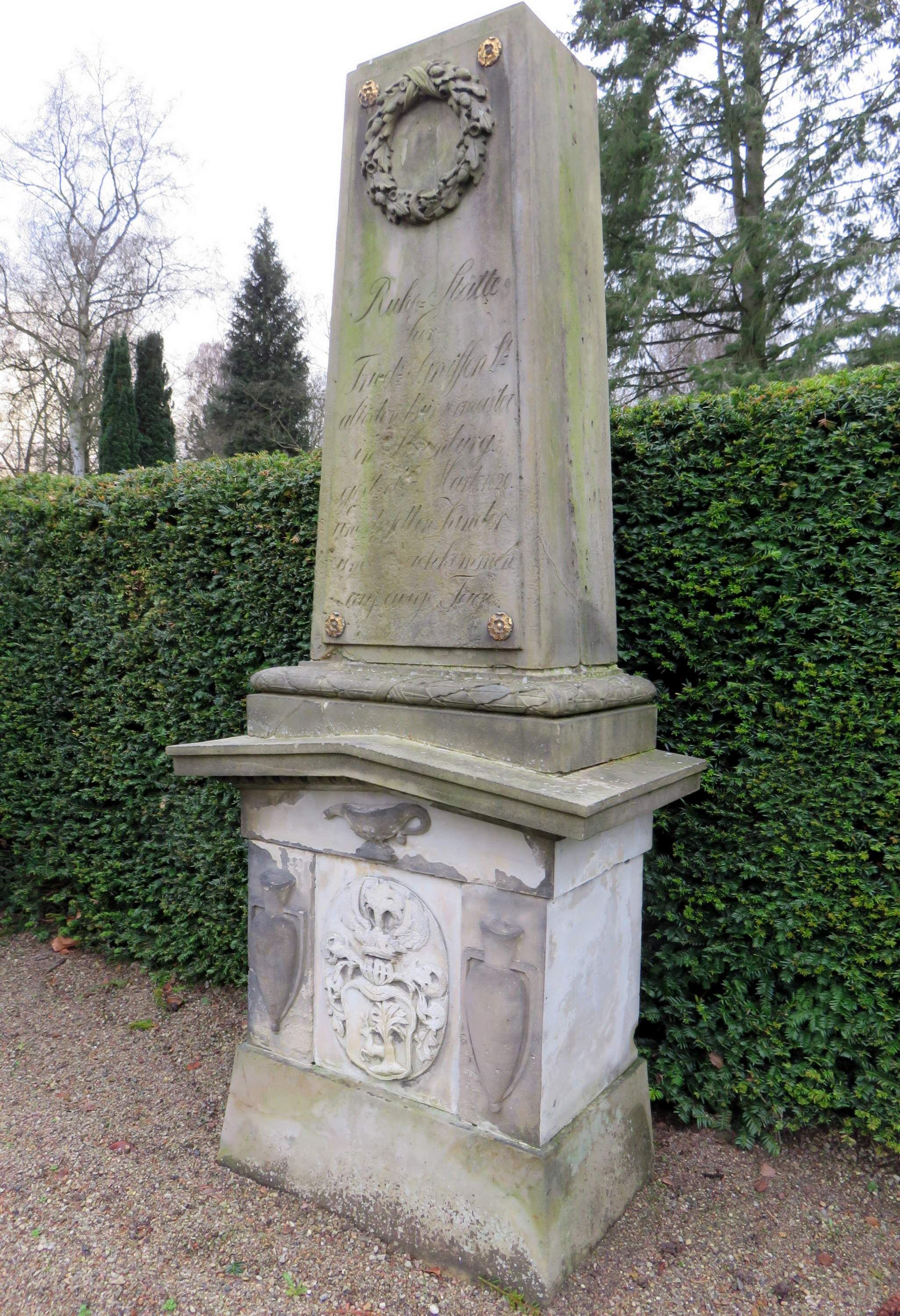
von Graffen-Grabmal, Freilichtmus. Heckengarten, Friedhof Ohlsdorf

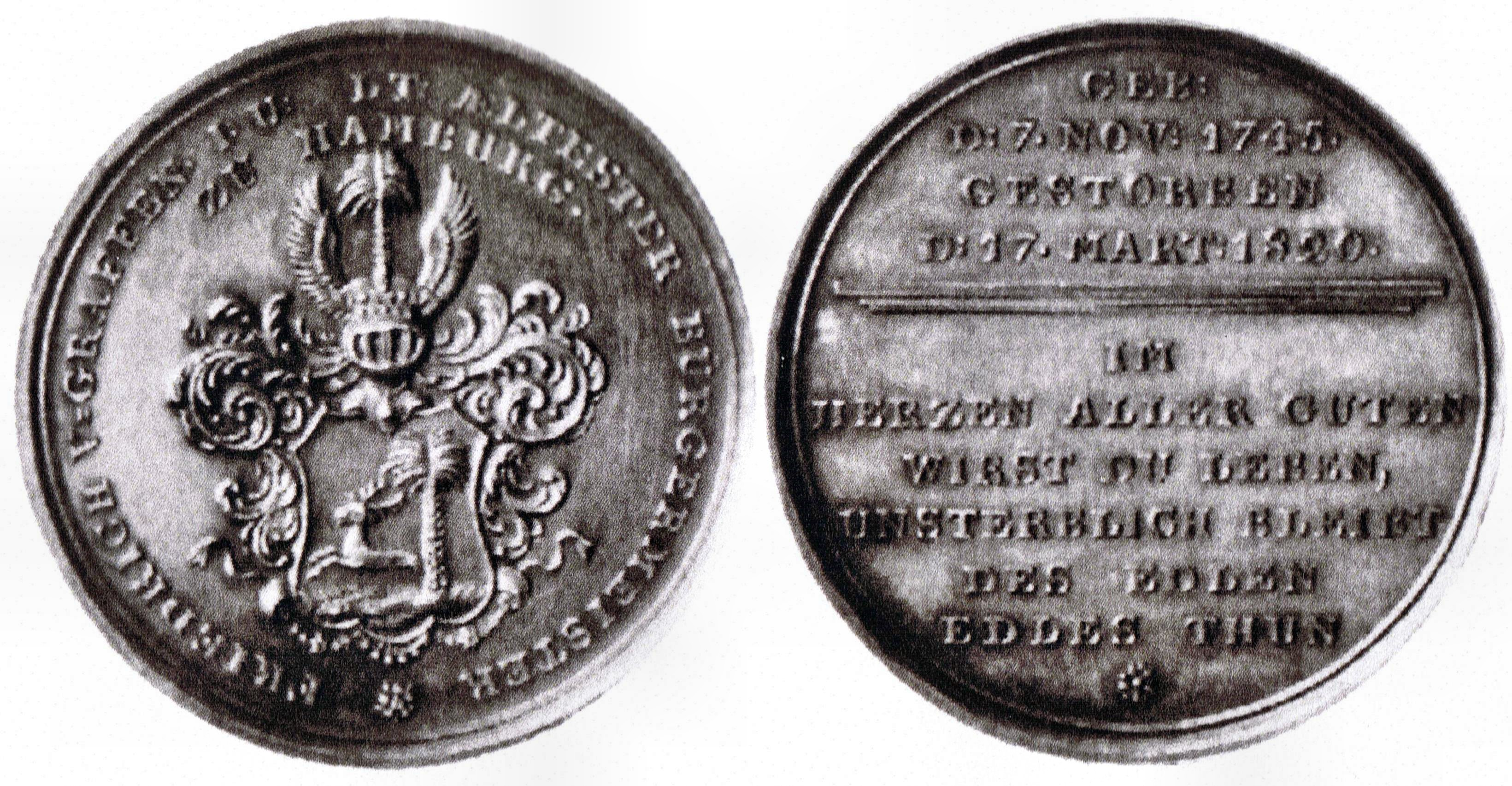
Medaille der Freien und Hansestadt Hamburg anlässlich des Todes von Bürgermeister Friedrich von Graffen (* 7. November 1745; † 17. März 1820) aus dem Jahre 1820

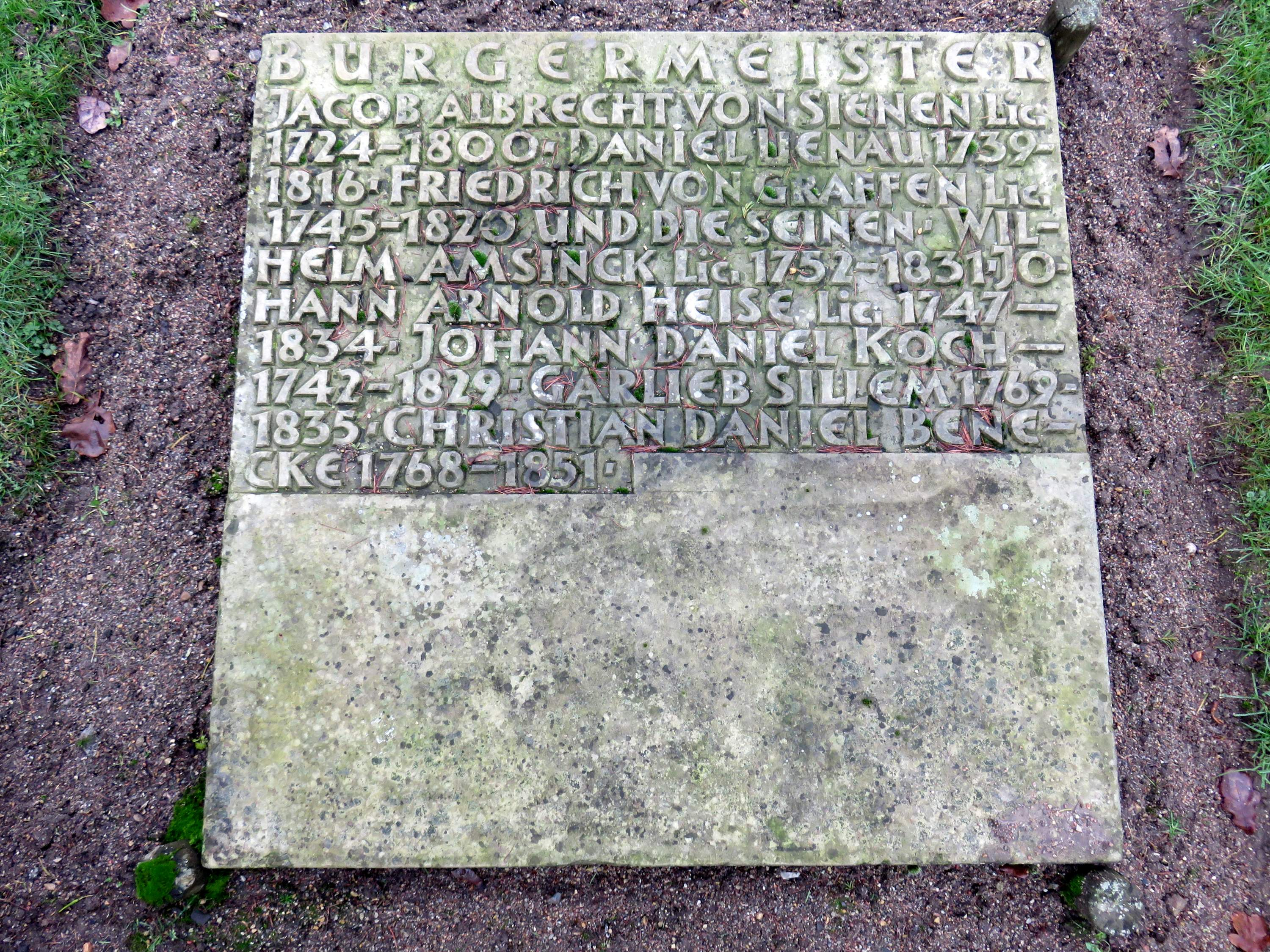
Grabmaltafel Althamburgischer Gedächtnisfriedhof Ohlsdorf

Friedrich von Graffen (* 7. November 1745 in Hamburg; † 17. März 1820 ebenda) war ein deutscher Jurist und Bürgermeister in Hamburg.

## Herkunft
Friedrich von Graffen stammt von dem deutschen Adelsgeschlecht Graffen ab. Sein Vater war Friedrich von Graffen (1701–1773), der unter anderem Ratsherr in Hamburg und Bancoherr war, und seine Mutter Anna Amsinck (1714–1784), die aus der namhaften Hamburger Familie Amsinck stammte.

## Leben
Friedrich von Graffen besuchte ab 1758 das Johanneum in Hamburg. Er ging dann im April 1766 nach Göttingen, um dort Jura zu studieren und wo er 1769 die Promotion erwarb. Über Wetzlar und Leiden, wo er Vorlesungen über Montesquieu hörte, kam er 1771 nach Hamburg zurück und war dort Advokat. 1781 wurde er zum Ratsherren und am 20. November 1801 zum Bürgermeister gewählt. 1797 ging er als Gesandter nach Sankt Petersburg, um Kaiser Paul I. zu seiner Thronbesteigung Glück zu wünschen und um die Bestätigung von Vorrechten für den Hamburger Handel einzuholen. Er wurde am 13. Februar 1811 von Kaiser Napoleon I. abgesetzt, aber am 18. März 1813 bis zu seinem Tod 1820 wieder eingesetzt. Besonders hatte er sich 1813/14 um die Wiederherstellung der alten Verfassung verdient gemacht.

## Ehrungen
Im Grabmal-Freilichtmuseum Heckengarten auf dem Hamburger Friedhof Ohlsdorf befindet sich das Grabmal Friedrich von Graffens, darüber hinaus wird im Bereich des Ohlsdorfer Althamburgischen Gedächtnisfriedhofs auf dem (II.) Sammelgrabmal Bürgermeister an ihn und andere Bürgermeister Hamburgs erinnert. Noch 1820 wurde ein Bürgermeisterpfennig anlässlich seines Todes herausgegeben.
Nach Friedrich von Graffen wurde am 23. Juni 1959 die Von-Graffen-Straße in Hamburg-Borgfelde benannt.

## Familie
Am 26. August 1777 heiratete Friedrich von Graffen Sophia Schultz (1760–1788), Tochter des Hamburger Oberalten Jürgen Schultz. Sie hatten zwei Töchter und vier Söhne, von denen nur die Töchter und ein Sohn, Georg, den Vater überlebten. Georg wurde Ratssekretär und 1826 Protonotar in Hamburg. Georg von Graffen schrieb 1820 eine Biographie über seinen Vater, die noch im gleichen Jahr erschien.